# Sosnovikov
Sosnovikov je priimek več oseb:
- Oleg Sosnovikov, ruski igralec
- Vladimir Vasiljevič Sosnovikov, sovjetski general